# Phlogophora wollastoni
Phlogophora wollastoni är en fjärilsart som beskrevs av Bethune-Baker 1891. Phlogophora wollastoni ingår i släktet Phlogophora och familjen nattflyn. Inga underarter finns listade i Catalogue of Life.